# Myrmecophyes
Myrmecophyes is een geslacht van wantsen uit de familie van de Miridae (Blindwantsen). Het geslacht werd voor het eerst wetenschappelijk beschreven door Franz Xaver Fieber in 1870.

## Soorten
Het genus bevat de volgende soorten:

- Myrmecophyes acutifrons (Bykov, 1971)
- Myrmecophyes alacer Horváth, 1927
- Myrmecophyes alboornatus (Stål, 1858)
- Myrmecophyes armeniacus Drapolyuk, 1989
- Myrmecophyes bykovi
- Myrmecophyes dubius Bykov, 1971
- Myrmecophyes ermaki Bykov, 1969
- Myrmecophyes frontosus Drapolyuk & Kerzhner, 2000
- Myrmecophyes gallicus Wagner, 1976
- Myrmecophyes geniculatus Reuter, 1894
- Myrmecophyes heterocerus Horváth, 1927
- Myrmecophyes hirsutiventris Bykov, 1971
- Myrmecophyes kiritshenkoi Horváth, 1927
- Myrmecophyes korschinskii Reuter, 1903
- Myrmecophyes lacteipennis Bykov, 1971
- Myrmecophyes latus Wagner, 1975
- Myrmecophyes limbatus (Reuter, 1879)
- Myrmecophyes lipskii Bykov, 1971
- Myrmecophyes macrotrichus Horváth, 1927
- Myrmecophyes montenegrinus Wagner, 1976
- Myrmecophyes monticola Horváth, 1927
- Myrmecophyes muminovi (Kerzhner, 1964)
- Myrmecophyes nasutus Drapolyuk, 1989
- Myrmecophyes nigripes (Reuter, 1879)
- Myrmecophyes nitens Bykov, 1971
- Myrmecophyes oregonensis Schuh & Lattin, 1980
- Myrmecophyes piceus Bykov, 1970
- Myrmecophyes tibialis Reuter, 1901
- Myrmecophyes tomi Konstantinov & Simov, 2018
- Myrmecophyes trispiculus Drapolyuk & Kerzhner, 2000
- Myrmecophyes variabilis Drapolyuk, 1989